# Sama-Véda
Pour des articles plus généraux, voir Védisme et Véda.
Le Sāmaveda (sanskrit devanagari : सामवेद) est le « Véda des modes de cantillation ». La Sāmaveda-samhitā est la seconde des quatre collections (samhitā) du Quadruple-Véda, les trois autres étant le Rig-Véda, Arthava Veda et le Yajur-Véda.

## Origine
La lente évolution du sacrifice védique (le yajña) et sa progressive complication invitent les brahmanes chargés de son exécution à spécialiser leurs rôles respectifs de récitant (hotṛ), de chanteur (udgātṛ) et d'officiant (adhvaryu). À chaque fonction correspond une collection (samhita) de textes spécifiques. La Sāmaveda-samhitā est un recueil de louanges chantées destinées au brahmane-chanteur (udgātar). 
Un sāman est une « manière de chanter » les versets védiques, le Sāmaveda est donc, au sens littéral, le « Véda des modes de la cantillation ». Selon Jan Gonda, le mot sāman signifierait à l'origine « pacification ». Pour Louis Renou ce mot sanskrit, de genre neutre, signifie aussi « douceur, aménité, accueil et paroles bienveillantes ».
L'importance de la sonorité dans une tradition orale se doit d'être soulignée, surtout dans la culture védique qui conçoit le Véda comme produit de l'écoute (Śruti), par les sages anciens (rishis), du son original émis par la régularité (rita) des mouvements cosmiques. La tradition védique est jusqu'à ce jour orale et transmet de Maître à disciple une parole (Rigveda), modulée par un chant (Sāmaveda), dotée d'une force incantatoire (Yajurveda).
La Sāmaveda-samhitā est un recueil musical qui contient 1549 strophes (rik) extraites de la Rigveda-samhitā, et 75 strophes ne figurant pas dans cette collection  principale ; en tenant compte des répétitions, la Sāmaveda-samhitā contient au total 1810 strophes.
La majorité des strophes reprises dans la Sāmaveda-samhitā proviennent des huitième et neuvième livres du Rigveda, et sont  principalement utilisées au cours du sacrifice (yajña) spécifique du Soma.

## Arcika et Uttararcika
Deux parties composent la Sāmaveda-samhitā, une collection de strophes nommée Arcika, et un second recueil de strophes nommé Uttararcika, utilisés pour l'apprentissage de la cantillation du Véda par le brahmane candidat à la fonction de chanteur (Udgatar). Le mot sanskrit rik, qui signifie strophe ou stance, est aussi la racine des deux mots A-rci-ka et Uttar-a-rci-ka.
La tradition musicale védique utilise sept notes. Ces deux recueils musicaux datent d'une époque située entre la fin du second millénaire et le début du premier millénaire avant l'ère courante.
L' Arcika est un index de mélodies qui ne contient que la première strophe de chaque hymne (stotra). Chaque chant de louange (stotra) est composé de plusieurs strophes chantées sur la même mélodie. L' Udgatar utilise ce livre de chants pour mémoriser l'intégralité des phrases musicales (stotriyā) qui sont utilisées au cours du Yajña, le sacrifice védique.
L' Uttararcika donne ensuite à l'Udgatar, présupposé connaître les mélodies, le texte complet des strophes.

## Gana
Les Gana sont des collections de chants d'une période ultérieure, dans lesquels les chants sont écrits à l'aide de notes, et les textes sont présentés dans l'ordre requis par la liturgie védique.

## Stobha
Les stobha ou interpolations sont réputées fortes de puissance magique. (à compléter)

## Aranyaka
Il existe aussi de « chants de la forêt ». (à compléter)